# Symposiachrus browni
Symposiachrus browni là một loài chim trong họ Monarchidae.